# Polytaenium dussianum
Polytaenium dussianum är en kantbräkenväxtart som först beskrevs av James Everhard Benedict, och fick sitt nu gällande namn av James Everhard Benedict. Polytaenium dussianum ingår i släktet Polytaenium och familjen Pteridaceae. Inga underarter finns listade.